# Ecsenius ops
Blennie à yeux jaunes
Espèce
Statut de conservation UICN

 LC  : Préoccupation mineure
Ecsenius ops, communément nommée Blennie à yeux jaunes, est une espèce de poissons marins de la famille des Blenniidae.
La blennie à yeux jaunes est présente dans les eaux tropicales du centre de l'Indo-Pacifique, principalement en Indonésie.
Elle peut atteindre une taille de 5,5 cm de longueur.